# Margaret Bakkes
Margaret Bakkes (* 14. Dezember 1931 in Sterkstroom; † 29. Juni 2016) war eine südafrikanische afrikaanssprachige Schriftstellerin.
Sie hatte vier Kinder mit ihrem Ehemann, dem Historiker Cas Bakkes. Ihre Söhne C. Johan Bakkes und Christiaan Bakkes sind auch Schriftsteller.

## Werke (Auswahl)
- Die Reise Van Olga Dolsjikowa En Ander Omswerwinge
- Kroniek Van Die Sewe Blou Waens: Die Kort Lewe Van Gert Maritz
- Littekens: Stories En Memories
- Susanna Die Geliefde
- Waar Jou Skat Is
- Baksel in Die Môre
- Ontheemdes